# Bandar khooi
Bandar khooi är en skalbaggsart som först beskrevs av Hayashi 1975.  Bandar khooi ingår i släktet Bandar och familjen långhorningar. Inga underarter finns listade.